# Martyn Sanderson
Martyn Sanderson (* 24. Februar 1938 in Granity, Neuseeland; † 14. Oktober 2009 in Ōtaki) war ein neuseeländischer Schauspieler, Regisseur und Drehbuchautor.

## Leben
Der Bühnenschauspieler Sanderson gehörte 1964 zu den Gründungsmitgliedern des Downstage Theatre in Wellington. In den 1970er Jahren arbeitete er im Ensemble von Bruno Lawrence's Electric Revelation and Travelling Apparition (Blerta). Mit dieser Gruppe aus Schauspielern, Musikern und anderen Künstlern ging Bruno Lawrence seinerzeit auf Tournee quer durch Neuseeland und die Ostküste Australiens entlang. Aus der Zusammenarbeit mit der Gruppe, zu der auch der Regisseur Geoff Murphy zählte, entstanden auch mehrere Filmproduktionen wie Utu und Wild Man.
Als Filmschauspieler gab Sanderson 1970 sein Debüt in Tony Richardsons Porträt des Straßenräubers Ned Kelly mit Mick Jagger in der Titelrolle. Zeitgleich arbeitete er gemeinsam mit verschiedenen anderen Mitgliedern der Produktionscrew als Co-Regisseur, Kameramann und Co-Produzent an der dazugehörigen Dokumentation A Stone in the Bush. Fünf Jahre später erhielt er für seine Interpretation des Flugpioniers Richard Pearse im gleichnamigen neuseeländischen Fernsehfilm den Feltex Award als bester Darsteller. In seiner über 30 Jahre umspannende Karriere arbeitete Sanderson neben Murphy und Lawrence auch mit verschiedenen anderen namhaften Vertretern der neuseeländischen Filmindustrie zusammen wie Sam Neill in Anschlag auf die 'Rainbow Warrior' und Jane Campion, unter deren Regie er in Ein Engel an meiner Tafel spielte. Für diese Darstellung erhielt er 1990 den New Zealand Film and TV Awards als bester Nebendarsteller. Auch bei international erfolgreichen, in Neuseeland realisierten Produktionen wirkte er mit wie in Peter Jacksons Der Herr der Ringe: Die Gefährten und der Fernsehserie Hercules mit Kevin Sorbo in der Titelrolle, für die er mehrere Figuren aus der Mythologie verkörperte wie Menelaos und Thespios. Zu seinen letzten Filmen zählt das deutsche Drama Der Liebe entgegen mit Anna Loos.
Daneben arbeitete Sanderson als Regisseur für das australische Fernsehen und schrieb als Drehbuchautor Vorlagen für verschiedene Fernsehfilme und Serienepisoden wie u. a. Skippy, das Buschkänguruh. Einer seiner größten Erfolge als Filmemacher war das an den samoanischen Dichter Albert Wendt angelehnte Drama Samoa – Rebell zwischen 2 Welten, für das er neben der Regie auch das Drehbuch übernahm, wofür er 1989 auf dem Tokyo International Film Festival ausgezeichnet wurde.

## Filmografie (Auswahl)
- 1970: Ned Kelly
- 1975: Richard Pearse
- 1977: Wild Man
- 1978: Solo
- 1980: Ohne jeden Zweifel (Beyond Reasonable Doubt)
- 1982: Bad Blood
- 1984: Utu
- 1985: Sylvia
- 1987: Poor Man’s Orange
- 1987: The Harp in the South
- 1988: Never Say Die – Stirb niemals allein (Never Say Die)
- 1989: Geheimbund der Rose (Brotherhood of the Rose)
- 1989: Samoa – Rebell zwischen 2 Welten (Flying Fox in a Freedom Tree, Regie und Drehbuch)
- 1990: Ein Engel an meiner Tafel (An Angel at My Table)
- 1991: Old Scores
- 1992: Anschlag auf die 'Rainbow Warrior' (The Sinking of the Rainbow Warrior)
- 1994: Hercules und der flammende Ring (Hercules and the Circle of Fire, Fernsehfilm)
- 1994: Hercules im Reich der toten Götter (Hercules in the Underworld, Fernsehfilm)
- 1994: Savage Play
- 1995: Hercules (Hercules: The Legendary Journeys)
- 1997: Last Shave
- 2001: Der Herr der Ringe: Die Gefährten (The Lord of the Rings: The Fellowship of the Ring)
- 2002: Der Liebe entgegen